# Segunda tela

Celular, usado para pesquisar enquanto assite televisão

Uma segunda tela (ou Second Screen) é um termo que se refere a um dispositivo eletrônico adicional (como um smartphone ou tablet) que permite ao consumidor interagir com o conteúdo que está a consumir, como filmes, música ou jogos eletrônicos. Dados adicionais são exibidos no dispositivo portável sincronizados com as informações sendo mostradas na televisão.
Dados do IBOPE Inteligência mostram que o brasileiro está cada vez mais apostando no uso de uma segunda tela (ou consumo multitela, como gostam de chamar os especialistas): 88% dos internautas brasileiros assistem TV e navegam na internet ao mesmo tempo. A segunda tela varia bastante - a maioria usa o smartphone (65%), ou então aposta no uso do computador (28%) ou do tablet (8%).
É interessante destacar que esse uso da segunda tela pode complementar a primeira: em geral, 96% dos internautas brasileiros alegam que já buscaram na internet algo que viram na TV.